# Stenocorus tataricus
Stenocorus tataricus là một loài bọ cánh cứng trong họ Cerambycidae.